# 嵐山線
嵐山線（日语：／ Arashiyama sen */?）是自日本京都府京都市西京區的桂站至嵐山站的阪急電鐵的鐵道路線。
沿線有嵐山等觀光地，有眾多行樂客以及年末年始的初詣客乘坐。在過去也有時被表記為嵐山支線。
另外，線路正式的起點是桂車站，但在列車運行上，自嵐山車站開往桂車站的列車為下行，反方向則是上行。

## 路線資料
- 路線距離（營業距離）：4.1公里
- 軌距：1435毫米
- 站數：4個（包括起終點站）
- 複線路段：沒有（全線單線）
- 電氣化路段：全線電氣化（直流1500V）
- 閉塞方式：自動閉塞式（特殊）
- 最高速度：70公里/小時
- 車輛基地：桂車庫（日语：桂車庫）

## 運行形態
通常僅有在線內進行往返運行的列車。早晨及傍晚每小時運行6班往返列車，白天每小時運行4班往返列車。2009年4月2日開始，重整之後的4輛編成京都線特急用6300系電車取代2300系電車，開始在嵐山線內運行。
在觀光客較多的週六、休息日以及大文字五山送火時，會使用6輛編成列車，或增發至約10分間隔開行一班列車。6輛編成的列車是將京都本線用車輛8輛編成中梅田方的2輛分割使用。另外，在使用6輛編成列車時，4輛編成列車有時有停留在嵐山車站。在過去曾有即使每小時運行六班列車仍會有旅客滯留的情況，在這種情況時是緊急臨時增開列車。近年則雖有準備列車，也未實際投入使用。

### 直通臨時列車
在春季和秋季的行樂季節，嵐山線運行有直通至京都本線的臨時列車。在嵐山線內，由於月台有效長度的關係，各線至嵐山線均為全區間6輛編成運行。
至2000年秋季，設定春秋行樂時刻表時，運行有自梅田直通至嵐山的直通臨時急行「嵯峨野特快」（在阪急社內，這種列車曾被稱為梅嵐急行（ばいらんきゅうこう））。這種直通急行列車在午前至正午開往嵐山，白天至傍晚則開往梅田，大約間隔15分鐘運行一班列車。這班列車在嵐山線內為各站停車，在京都線內則和急行（現在的快速急行）的停車車站相同（長岡天神車站、高槻市車站、茨木市車站、淡路車站、十三車站）。2001年3月24日修改時刻表后，行樂時刻表也被修改，新設「いい古都特快」等列車，京都本線的時刻表大幅修改。並且廢除了嵯峨野特快。
2001年春春季設定行樂時刻表時，嵐山發車，前往桂的普通列車延長運行至長岡天神車站。并可在長岡天神車站在同一月台換乘開往梅田的特急。然而由於乘客數并不多，加上桂車站南側的川岡平交道的開放時間變短，引發附近嚴重的交通堵塞。之後的行樂時期未再設定這種列車。
2008年秋季，爲吸引遊客前往嵐山，曾運行自神戶本線西宮北口車站出發，經京都本線直通進入嵐山線的臨時列車。
2009年秋季，曾有自河原町；高速神戶；寶塚（經今津線）發車，直通進入嵐山線的直通列車。另外在2009年12月5日、6日，為紀念和大阪市營地下鐵堺筋線相互直通運行40周年，曾有自天下茶屋發車的直通列車運行。這也是大阪市交通局66系車輛首次進入嵐山線。
2010年3月14日修改時刻表之後，在行樂季節期間，定期有自梅田、河原町、高速神戶、寶塚（經今津線）發車的直通列車運行。這種列車自同年春季的行樂季節開始運行。同時，梅田、河原町發車的列車被設定為「快速特急」列車，高速神戶、寶塚發車的列車被設定為「直通特急」列車（2008年、2009年也曾有種類為「臨時」的直通列車運行）。另外，在2011年5月14日修改時刻表之後，在行樂時節也有自天下茶屋發車的「直通特急」列車運行。

## 歷史
京都電燈曾獲准鋪設嵐山線，后京都電燈將許可轉讓給京阪電氣鐵道旗下的新京阪鐵道。開業當時為全線複線。嵐山車站曾是6面5線的大型車站。然而乘客數并沒有預想的多。開業僅兩年之後就改為單線運行（但複線設施仍繼續保留）。后隨著二戰中日本戰局悪化，隨著金属供出令的頒佈，嵐山線被列為不要不急線，并被單線化。然而嵐山線的路盤及架線柱仍有複線的寬度，部份橋台和橋桁仍得到保存。在桂車站嵐山線和京都本線的分岐處，戰後因改裝車站，路盤已只剩單線的寬度。
- 1928年（昭和3年）11月9日：新京阪鐵道開業桂車站 - 嵐山車站區間的鐵路。
- 1930年（昭和5年）9月15日：因新京阪鐵道和京阪電氣鐵道合併，嵐山線改為京阪電氣鐵道的路線。
- 1943年（昭和18年）10月1日：因京阪電氣鐵道和阪神急行電鐵合併，改為京阪神急行電鐵的保有路線。
- 1944年（昭和19年）1月9日：因資材供出，全線但線化（途中無列車交會設備）。
- 1948年（昭和23年）1月1日：松尾神社前車站改名為松尾車站。
- 1950年（昭和25年）3月13日：在上桂車站和松尾車站設置列車交會設備[3]。

## 車站列表
- 所有車站都位於京都府京都市西京區。
- 包括臨時運行快速特急、直通特急，所有列車各站停車。
- 快速特急、直通特急的直通路段參見「京都本線」。
- 線內所有車站都可以列車交會。
- 車站編號自2013年12月21日起引入[4][5]。

| 車站編號 | 中文站名        | 日文站名 | 英文站名 | 站間營業距離 | 累計營業距離 | 接續路線            |
| -------- | --------------- | -------- | -------- | ------------ | ------------ | ------------------- |
| HK-81    | 桂              |          |          | -            | 0.0          | 阪急電鐵： 京都本線 |
| HK-96    | 上桂            |          |          | 1.4          | 1.4          |                     |
| HK-97    | 松尾大社        |          |          | 1.4          | 2.8          |                     |
| HK-98    | 嵐山 （嵯峨野） |          |          | 1.3          | 4.1          |                     |

## 脚注
1. ↑  阪急6300系リニューアル車，嵐山線で営業運転開始 （页面存档备份，存于） - railf.jp 2009年4月3日
2. ↑  京都線のダイヤ改正についてPDF - 阪急電鉄、2009年12月9日。
3. ↑  京阪神急行電鉄『京阪神急行電鉄五十年史』(1957) p. 55
4. ↑  〜すべてのお客様に、よりわかりやすく〜「西山天王山」駅開業にあわせて、「三宮」「服部」「中山」「松尾」4駅の駅名を変更し、全駅で駅ナンバリングを導入しますPDF - 阪急阪神ホールディングス、2013年4月30日
5. ↑  阪急京都線 大山崎駅〜長岡天神駅間で建設中の『西山天王山駅』を2013年12月21日に開業します！PDF - 阪急阪神ホールディングス、2013年6月5日。

## 外部連結
- 嵐山なび （日語） - 阪急電鐵的介紹嵐山車站附近地區相關信息的網站。